# O tú o ninguna
«O tú o ninguna» es una canción escrita por Juan Carlos Calderón e interpretada y producida por el artista mexicano Luis Miguel, incluida en su 13.° álbum de estudio Amarte es un placer (1999). La canción es una balada en el que el protagonista no puede imaginar su vida sin nadie más que su interés amoroso. Publicado como el segundo sencillo de dicho álbum por la compañía discográfica Warner Music Latina el 23 de agosto de 1999. La canción alcanzó la cima de las listas Billboard Hot Latin Tracks y Billboard Latin Pop Airplay en los Estados Unidos de Norteamérica y alcanzó el número siete en Brasil.
«O tú o ninguna» recibió críticas positivas de críticos musicales que elogiaron la entrega de Miguel. Recibió una nominación al Grammy Latino por canción del año en 2000. Calderón recibió un Premio Latino ASCAP por la canción en el mismo año. Un vídeo musical de la canción fue filmado en San Francisco, California y dirigido por Rebecca Blake. En el vídeo, el cantante busca a su interés amoroso en medio de una gran multitud en la ciudad.

## Listas
| Lista (1999)                       | Máxima posición |
| ---------------------------------- | --------------- |
| Brazilian Singles Chart (ABPD)     | 7               |
| Estados Unidos (Hot Latin Songs)   | 1               |
| Estados Unidos (Latin Pop Airplay) | 1               |

### Sucesión en las listas
| Predecesor: Dímelo de Marc Anthony | U.S. Billboard Hot Latin Tracks — Sencillo N°. 1 6 de noviembre de 1999 - 12 de noviembre de 1999 | Sucesor: Llegar a tí de Jaci Velásquez |

| Predecesor: Dímelo de Marc Anthony        | U.S. Billboard Latin Pop Airplay — Sencillo N°. 1 (Primera vuelta) 30 de octubre de 1999 - 12 de noviembre de 1999  | Sucesor: Llegar a tí de Jaci Velásquez |
| Predecesor: Llegar a tí de Jaci Velásquez | U.S. Billboard Latin Pop Airplay — Sencillo N°. 1 (Segunda vuelta) 27 de noviembre de 1999 - 3 de diciembre de 1999 | Sucesor: Escúchame de Carlos Ponce     |